# Sankt-Nikolaus-Kirche (Chania)

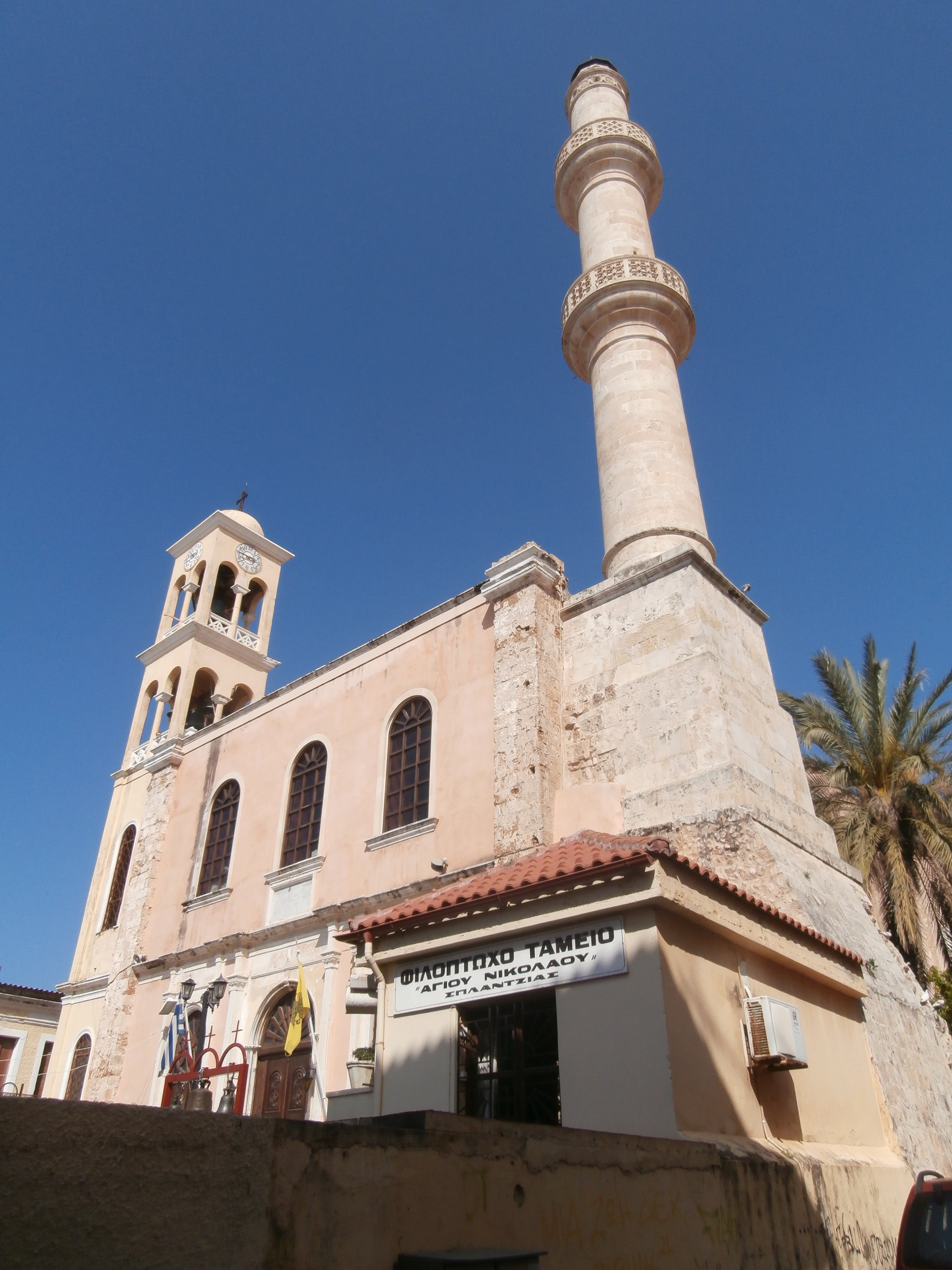
Sankt-Nikolaus-Kirche

Die Sankt-Nikolaus-Kirche (griechisch Ιερός Ναός Αγίου Νικολάου, italienisch San Nicolo), in osmanischer Zeit auch Herrschermoschee (türkisch Hünkâr Camii, neugriechisch Χιουγκιάρ Τζαμισί Chiounkiar Tzamisi), oder Ibrahim-Moschee, an der Platia 1821 in der griechischen Hafenstadt Chania auf Kreta ist eine im Jahre 1320 erbaute Kirche. Es ist das einzige Gotteshaus in Griechenland, das einen Glockenturm und ein Minarett hat.
Die Nikolauskirche gehörte ursprünglich zum römisch-katholischen Agios-Nikolaos-Kloster der Venezianer, einem Dominikanerkloster aus dem Jahre 1205. Die Architektur entsprach einer Basilika mit Querschiff im Stil der Gotik. In venezianischen Darstellungen des Klosters hatte die Kirche zwei Glockentürme, von denen heute nur einer erhalten ist, sowie eine Doppelarkade auf der Nordseite.

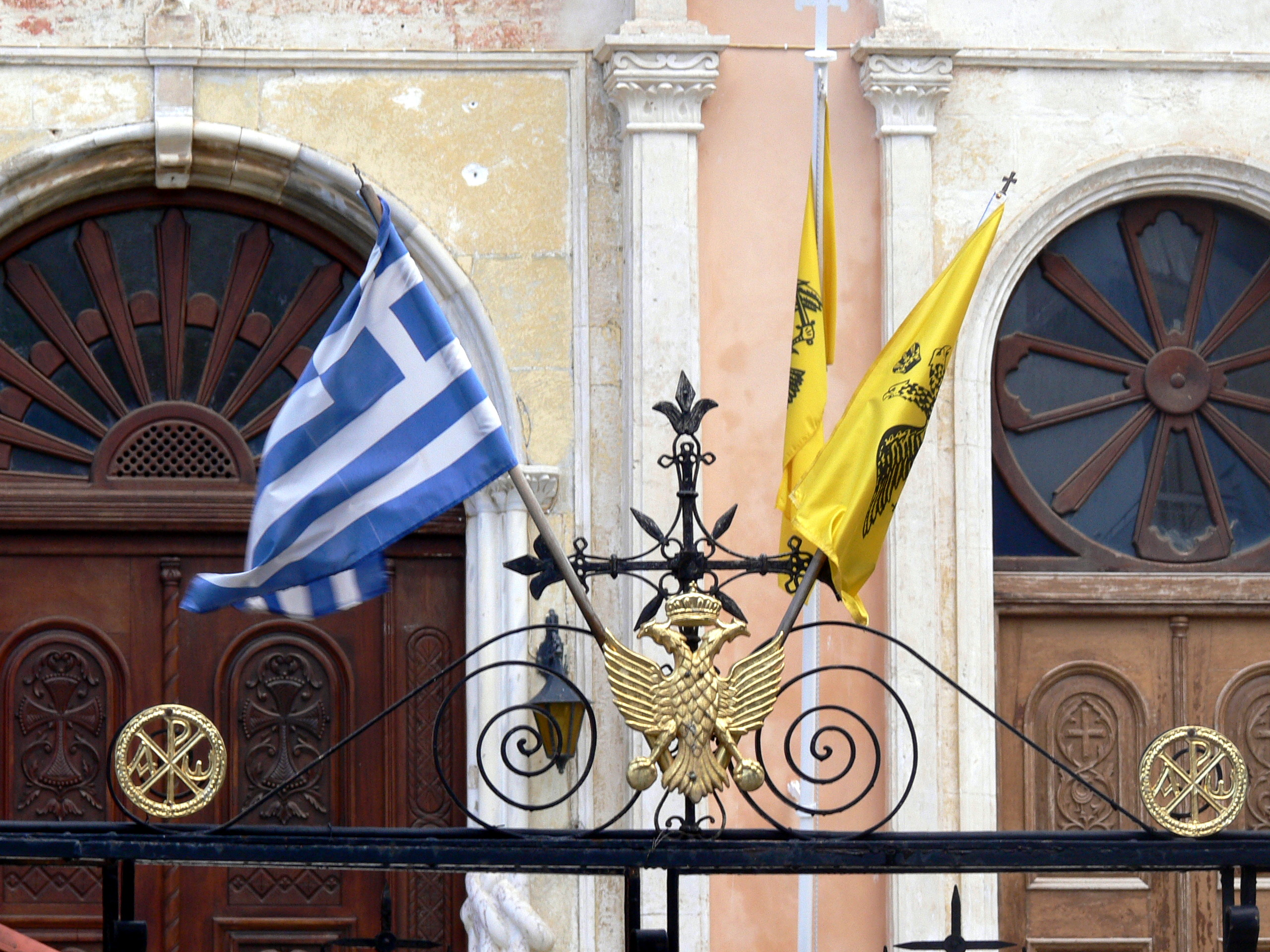
Griechische und byzantinische Fahnen am Tor

Nach der Eroberung Kretas durch die Osmanen 1645 wandelte der osmanische Sultan Ibrahim die venezianische Kirche in eine Moschee um und benannte sie nach seinem Namenspatron Abraham. Das Gebäude erhielt anstelle eines Glockenturms ein Minarett und wurde die Hauptmoschee der Stadt. Das Minarett war mit einem kegelförmigen Dach (Bleistiftspitze) aus Metall mit Bleiplatten ausgekleidet und war mit 40 Metern das höchste Minarett der Stadt.
Das Minarett wurde nach der Umwandlung in eine griechisch-orthodoxe Kirche 1918 nicht abgerissen. Heute hat es kein Kegeldach mehr und deshalb nur noch eine Höhe von 34 Metern. 1950 wurde ein Kirchturm modern wiederaufgebaut.